# Eriocaulon richardianum
Eriocaulon richardianum är en gräsväxtart som först beskrevs av Philip Furley Fyson, och fick sitt nu gällande namn av R. Ansari och Nambiyath Puthansurayil Balakrishnan. Eriocaulon richardianum ingår i släktet Eriocaulon och familjen Eriocaulaceae. IUCN kategoriserar arten globalt som starkt hotad. Inga underarter finns listade i Catalogue of Life.